# Andrzej Dostatni
Andrzej Dostatni (ur. 9 grudnia 1966 w Gdańsku) – polski łyżwiarz figurowy, startujący w parach tanecznych z Honoratą Górną, a następnie z Małgorzatą Grajcar. Uczestnik igrzysk olimpijskich w Calgary (1988), uczestnik mistrzostw świata i Europy, 6-krotny mistrz Polski (1985, 1987–1991). Specjalista techniczny Międzynarodowej Unii Łyżwiarskiej (ISU) oraz sędzia.

## Życiorys
Po zakończeniu kariery amatorskiej w 1991 roku występował w rewiach łyżwiarskich Holiday on Ice, a następnie w Sun Valley Ice Show i zawodach profesjonalnych z partnerką sportową Darlin Baker. Oprócz tego pracował jako dyrektor ds. technologii i oprogramowania w firmie Global Insigt oraz jako trener łyżwiarstwa figurowego w amerykańskim Sun Valley.
18 września 2009 roku w Gdańsku Dostatni poślubił rosyjską łyżwiarkę figurową Jelenę Chalawinę m.in. wicemistrzynię świata juniorów (2001). Para ma dwóch synów.

## Osiągnięcia

### Z Małgorzatą Grajcar
| Zawody                     | 88–89          | 89–90          | 90–91          |                |                |                |                |                |                |                |                |                |                |                |                |                |                |
| Międzynarodowe             | Międzynarodowe | Międzynarodowe | Międzynarodowe | Międzynarodowe | Międzynarodowe | Międzynarodowe | Międzynarodowe | Międzynarodowe | Międzynarodowe | Międzynarodowe | Międzynarodowe | Międzynarodowe | Międzynarodowe | Międzynarodowe | Międzynarodowe | Międzynarodowe | Międzynarodowe |
| -------------------------- | -------------- | -------------- | -------------- | -------------- | -------------- | -------------- | -------------- | -------------- | -------------- | -------------- | -------------- | -------------- | -------------- | -------------- | -------------- | -------------- | -------------- |
| Mistrzostwa świata         | 16             | 13             | 13             |                |                |                |                |                |                |                |                |                |                |                |                |                |                |
| Mistrzostwa Europy         | 9              | 10             |                |                |                |                |                |                |                |                |                |                |                |                |                |                |                |
| Skate America              |                | 8              | 5              |                |                |                |                |                |                |                |                |                |                |                |                |                |                |
| Skate Canada International |                |                | 3              |                |                |                |                |                |                |                |                |                |                |                |                |                |                |
| Krajowe                    |                |                |                |                |                |                |                |                |                |                |                |                |                |                |                |                |                |
| Mistrzostwa Polski         | 1              | 1              | 1              |                |                |                |                |                |                |                |                |                |                |                |                |                |                |

### Z Honoratą Górną
| Zawody                                | 83–84          | 84–85          | 85–86          | 86–87          | 87–88          |                |                |                |                |                |                |                |                |                |                |                |                |
| Międzynarodowe                        | Międzynarodowe | Międzynarodowe | Międzynarodowe | Międzynarodowe | Międzynarodowe | Międzynarodowe | Międzynarodowe | Międzynarodowe | Międzynarodowe | Międzynarodowe | Międzynarodowe | Międzynarodowe | Międzynarodowe | Międzynarodowe | Międzynarodowe | Międzynarodowe | Międzynarodowe |
| ------------------------------------- | -------------- | -------------- | -------------- | -------------- | -------------- | -------------- | -------------- | -------------- | -------------- | -------------- | -------------- | -------------- | -------------- | -------------- | -------------- | -------------- | -------------- |
| Igrzyska olimpijskie                  |                |                |                |                | 17             |                |                |                |                |                |                |                |                |                |                |                |                |
| Mistrzostwa świata                    |                |                |                | 15             | 17             |                |                |                |                |                |                |                |                |                |                |                |                |
| Mistrzostwa Europy                    |                |                |                | 14             | 12             |                |                |                |                |                |                |                |                |                |                |                |                |
| Grand Prix International de Paris     |                |                |                |                | 6              |                |                |                |                |                |                |                |                |                |                |                |                |
| Międzynarodowe: Kategorie młodzieżowe |                |                |                |                |                |                |                |                |                |                |                |                |                |                |                |                |                |
| Mistrzostwa świata juniorów           | 8              |                |                |                |                |                |                |                |                |                |                |                |                |                |                |                |                |
| Krajowe                               |                |                |                |                |                |                |                |                |                |                |                |                |                |                |                |                |                |
| Mistrzostwa Polski                    |                | 1              |                | 1              | 1              |                |                |                |                |                |                |                |                |                |                |                |                |